# Хоанг Ан Туан
Хоанг Ан Туан  (в'єт. Hoàng Anh Tuấn, 12 лютого 1985) — в'єтнамський важкоатлет, олімпійський медаліст.

## Виступи на Олімпіадах
| Олімпіада  | Дисципліна | Місце |
| ---------- | ---------- | ----- |
| Пекін 2008 | до 56 кг   | 2     |